# Sort
Sort là một đô thị trong tỉnh Lleida, cộng đồng tự trị Cataluña Tây Ban Nha. Đô thị Sort có diện tích là 105,13 ki-lô-mét vuông, dân số năm 2009 là 2387 người với mật độ 22,71 người/km². Đô thị Sort có cự ly 125 km so với tỉnh lỵ Lleida.